# معسكر نيويورك
معسكر نيويورك هو منشأة عسكرية تابعة للولايات المتحدة الأمريكية في الكويت. يقع معسكر نيويورك في مجمع ميدان عديري، وهو نقطة انطلاق قريبة من معسكر بيوري. وقد فُتح وأُغلق عدة مرات منذ عام 2004، ويُستخدم المُعسكر حاليًا بشكل أساسي لاستيعاب تدفق الأفراد الذين لم يكن معسكر بيوري القريب قادرًا على استيعابهم.

## التاريخ
كان معسكر نيويورك هو المُعسكر الوحيد التابع للولايات المتحدة الأمريكية الموجود في الكويت منذ نهاية عملية عاصفة الصحراء (وإعادة انتشار القوات لاحقًا) عام 1991، وحتى هجمات 11 سبتمبر، ولذلك، كان يُطلق على المعسكر اسم معسكر الكابال. ولكن بعد هجمات الحادي عشر من سبتمبر 2001 بفترة وجيزة، انتشر اللواء القتالي الأمريكي الثاني التابع لفرقة الفرسان الأولى الأمريكية، إلى جانب الكتيبة الثالثة من فوج الفرسان الثامن الذي كان قد عاد مؤخرًا من عملية ربيع الصحراء في معسكر الكابال، والذي أعيدت تسميته ليُصبح معروفًا بمعسكر نيويورك، ثم أنشئ بعد ذلك معسكرا فرجينيا وبنسلفانيا، وكان الهدف من ذلك الانتشار هو توفير الدعم لعملية الحرية الدائمة. يضم معسكر نيويورك باعتباره مركزًا مؤقتًا للقوات الأمريكية في الكويت بعض مرافق الأفراد، غير أن معظم العمليات الأمريكية في المنطقة تُدار عادةً في مُعسكر بيوري.

## المرافق
من المتوقع أن يضم معسكر نيويورك بعد افتتاحه مرافق تستوعب ما يصل إلى 9500 جندي في وقت واحد، كما سيضم مرفقًا لتناول الطعام يتسع لألف مقعد، و21 مقطورة استحمام، تحتوي كل منها على 6 حمامات، بإجمالي 126 حمامًا، و110 حاوية نفايات. كما سيضم قاعدة تبادل.